# Rainer Sass

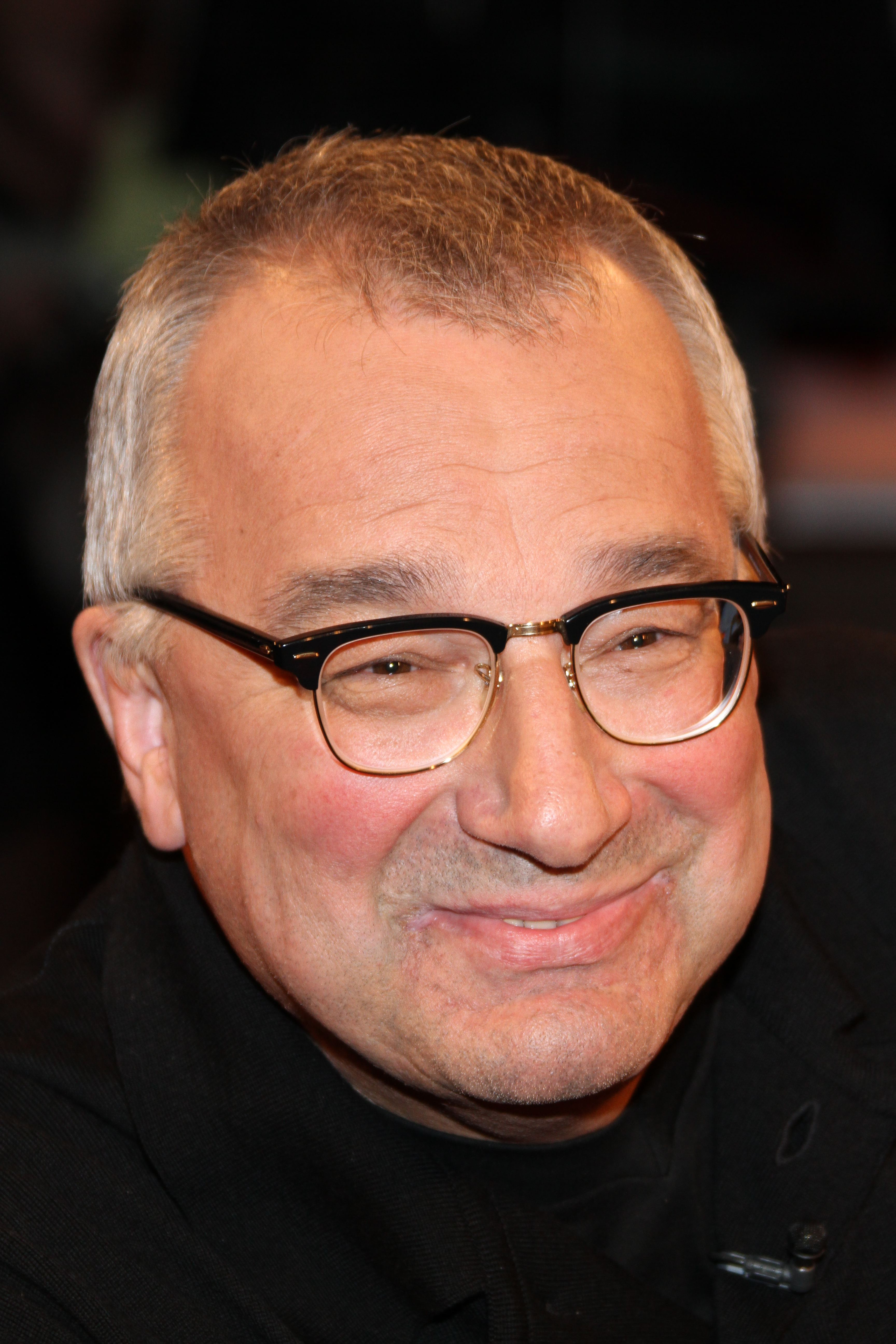
Rainer Sass (2012)

Rainer Sass (* 25. April 1954 in Stade) ist ein deutscher Moderator, Fernsehkoch, Unternehmer sowie Autor von Kochbüchern.

## Leben
Rainer Sass wuchs mit vier Brüdern in Stade auf. Der Vater war Kellner und die Mutter Kauffrau. Sass absolvierte nach der Schule zunächst eine kaufmännische Lehre in einem Autohaus, bevor er in die Versicherungsbranche wechselte, in der er heute noch als selbständiger Versicherungskaufmann hauptberuflich tätig ist. Daneben entdeckte er seine Leidenschaft für das Kochen, dessen Grundtechniken er sich autodidaktisch selbst beibrachte und dann bei Hospitanzen u. a. bei den Köchen Eckart Witzigmann in München (Aubergine) und Hans-Peter Wodarz in Wiesbaden (Die Ente vom Lehel) vertiefte.
Seinen ersten Kontakt mit dem öffentlich-rechtlichen Sender NDR verdankt Sass einem Unfall im Jahr 1984. Als Pressesprecher der Stader Freiwilligen Feuerwehr war er bei einem Übungsspringen neben das Sprungtuch gefallen und hatte sich dabei schwer verletzt. Mit Hilfe des über ihn berichtenden Hörfunkreporters Ludger Pooth gelang es Sass durch hartnäckigen Einsatz, zunächst bei NDR 2, ab 1989 dann auch im NDR Fernsehen seine Rezepte zu präsentieren. Schließlich erhielt er mit den Sendungen DAS! schmeckt und der Rainer Sass Kochshow (2003) eigens auf ihn zugeschnittene Fernsehformate. Im September und Oktober 2006 präsentierte er zudem im Abendprogramm des NDR die einstündige Kochsendung Rainers Freunde. Im Jahr 2007 war Rainer Sass dann regelmäßig in der halbstündigen NDR-Sendung Sass – Die Kochshow zu sehen, in der er, wie schon zuvor in der Rainer Sass Kochshow, mit einer mobilen Küche unterwegs war und seine Gerichte zumeist im Freien zubereitete. Seit Dezember 2009 präsentiert sich Sass in seinem Heimatsender als „Volkskoch“ in der Reihe Wünsch Dir Sass. Hier hilft er Hobbyköchinnen und -köchen aus dem NDR-Sendegebiet vor Ort bei der Erfüllung lang gehegter kulinarischer Wünsche. Zwischenzeitlich gehörte Sass auch zur Kochcrew bei Kerners Köche im ZDF (bis Februar 2006) und erlangte dadurch bundesweite Bekanntheit. Am 2. Oktober 2009 hatte er ein Comeback beim Kerner-Nachfolger in der Sendung Lanz kocht.
Sein lautstark-ungezwungener und unverkennbar norddeutsch geprägter Moderationsstil („Sassomat“), den Sass zudem mit einem gewissen schauspielerischen Talent zu verbinden versteht, hat ihm eine treue Fangemeinde beschert, ist aber nicht unumstritten. Während seine Anhänger die lockere Art Sass’ loben, mit der er, nie um einen Spruch verlegen, seine Rezepte vorstellt, empfinden seine Kritiker diesen Stil als unangemessen und grell.
Sass ist Mitglied der SPD. Als Vertreter des Landes Niedersachsen war er in den Jahren 2004 und 2017 für seine Partei Mitglied der 12. sowie 16. Bundesversammlung.
Zu seinem 70. Geburtstag im April 2024 zog sich Rainer Sass auf eigenen Wunsch von der Tätigkeit als Fernsehkoch zurück. Am 1. April wurde die letzte Folge DAS! Kochstudio und am 19. April DAS! schmeckt mit Sass gesendet. Seine Nachfolgerin ist Zora Klipp, die u. a. Moderatorin bei der ZDF-Kochsendung Die Küchenschlacht ist. Am 26. April war Klipp erstmals in DAS! schmeckt zu sehen. Das letzte „DAS! Kochstudio“ mit Sass und Bettina Tietjen wurde am 1. April 2024 (Ostermontag) gezeigt.
Sass ist seit 1974 mit Antje Sass verheiratet.

## Werke
- Das Kochbuch, Verlag Zabert Sandmann, München 2010, ISBN 978-3-89883-266-3
- Kochshow, Artfound, Hamburg 2004, ISBN 3-930336-04-9
- Kochen hilft, Artfound, Hamburg 2001, ISBN 3-930336-03-0
- Rainer kommt!, Artfound, Hamburg 1999, ISBN 3-930336-54-5
- Kochbuch. Dies und Das mit Rainer Sass, Altera, Bremen 1996, ISBN 3-930025-24-8
- Rainer kocht feiner: DAS!, Artfound, Hamburg 1996, ISBN 3-930336-92-8
- Club-Kochbuch, Hanseatische Ed., Hamburg 1990, ISBN 3-921554-69-1